# Плотникова, Елена Валерьевна
Елена Валерьевна Плотникова (род.16 июля 1977 года) — казахстанская лучница, Заслуженный мастер спорта Республики Казахстан (1997).

## Биография
Е. В. Плотникова начала заниматься стрельбой из лука в Уральске в 1988 году. Её тренером является отец — ЗТр РК В. Ф. Плотников.
Чемпион Казахстана 1993 года. Серебряный призёр Кубка Европы, проходившего в Германии.
В 1997 году на чемпионате мира в помещении в составе казахстанской команды завоевала «серебро».
За это достижение Елена получила почетное звание заслуженный мастер спорта Республики Казахстан.
В 2000 году была участницей Олимпийских Игр в Сиднее, где заняла лишь 47 место. В командном первенстве сборная Казахстана оказалась восьмой.
Ещё несколько раз становилась чемпионкой Казахстана.